# Консейсан-ди-Макабу
Консейсан-ди-Макабу (порт. Conceição de Macabu) — муниципалитет в Бразилии. входит в штат Рио-де-Жанейро. Составная часть мезорегиона Север штата Рио-де-Жанейро. Входит в экономико-статистический микрорегион Макаэ, который входит в Север штата Рио-де-Жанейро. Население составляет 19 479 человек на 2007 год. Занимает площадь 348,327 км². Плотность населения — 55,9 чел./км².
Праздник города — 15 марта.

## История
Город основан 15 марта 1952 года.

## Статистика
- Валовой внутренний продукт на 2005 год составляет 111 943 тысяч реалов (данные: Бразильский институт географии и статистики).
- Валовой внутренний продукт на душу населения на 2005 год составляет 5690,00 реалов (данные: Бразильский институт географии и статистики).
- Индекс развития человеческого потенциала на 2000 год составляет 0,738 (данные: Программа развития ООН).

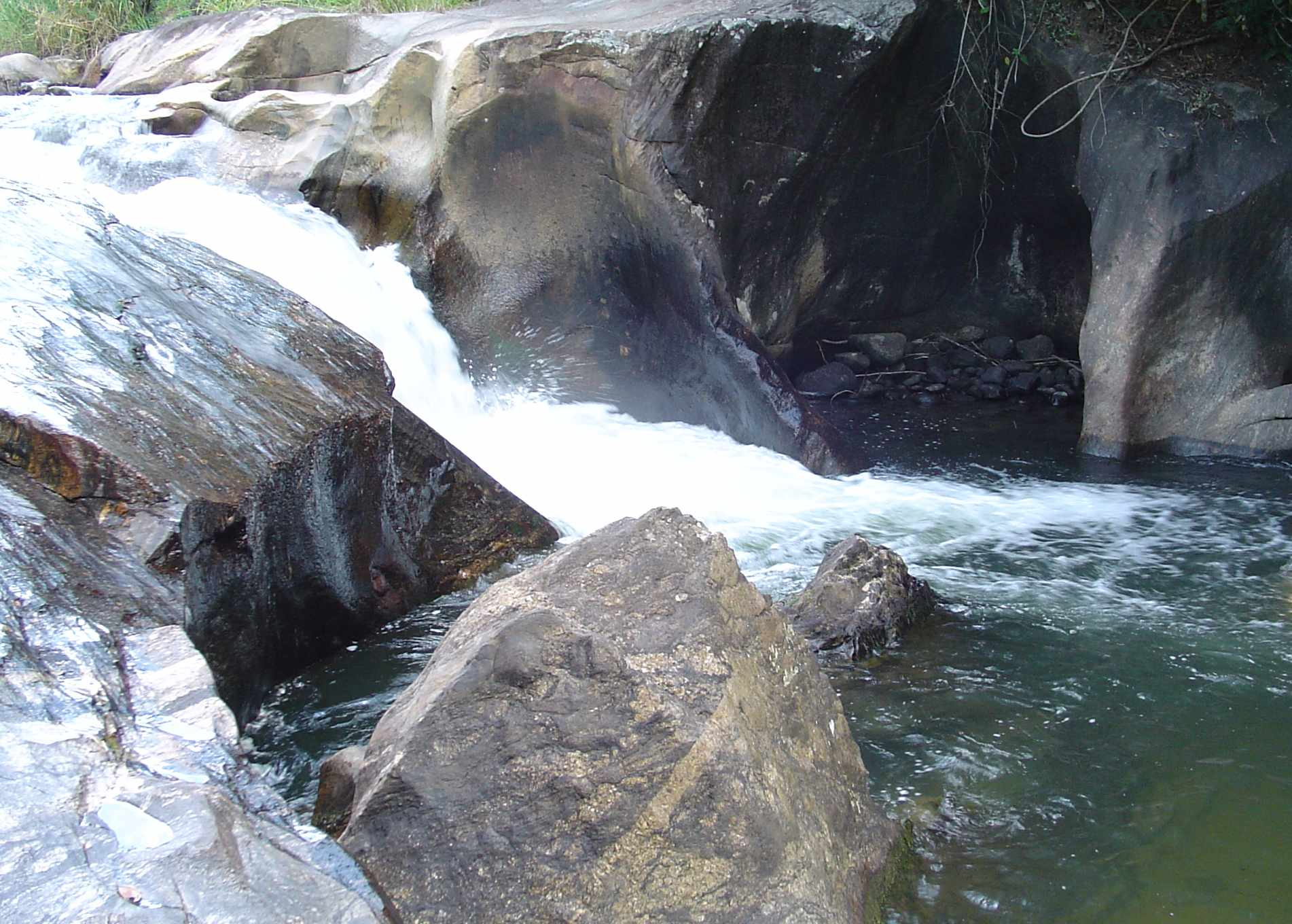